# هاروکا ایشیدا
هاروکا ایشیدا (انگلیسی: Haruka Ishida; زاده ۲ دسامبر ۱۹۹۳) بازیگر و صداپیشه ژاپنی و عضو پیشین گروه ای‌کی‌بی ۴۸ است. وی از سال ۲۰۰۸ میلادی تاکنون مشغول فعالیت بوده‌است.